# Cerneșciîna, Reșetîlivka
Cerneșciîna (în ucraineană Чернещина) este un sat în așezarea urbană Reșetîlivka din regiunea Poltava, Ucraina.